# Oxylamia trianguligera
Oxylamia trianguligera là một loài bọ cánh cứng trong họ Cerambycidae.